# الیزابت ویلسون
الیزابت ویلسون (انگلیسی: Elizabeth Wilson؛ زادهٔ ۴ آوریل ۱۹۲۱ – درگذشته ۹ مه ۲۰۱۵) بازیگر اهل ایالات متحده آمریکا بود. از فیلم‌هایی که وی در آن نقش داشته‌است، می‌توان به فارغ‌التحصیل، نه تا پنج، همگی در خانواده، زندانی خیابان دوم و در مورد هنری اشاره کرد.